# ویلدفلکن
ویلدفلکن (به آلمانی: Wildflecken) یک منطقهٔ مسکونی در آلمان است که در Bad Kissingen واقع شده‌است. ویلدفلکن ۳٬۲۲۹ نفر جمعیت دارد.